# 徳洲会事件
徳洲会事件（とくしゅうかいじけん）とは、医療法人徳洲会グループに関連した事件である。
日本最大級の医療グループである徳洲会グループの運営方針を巡って、創業者親族と事務方トップである徳洲会事務総長が2012年に対立。事務総長は同年9月に事務総長職を解任され、2013年2月に懲戒免職となりグループから追放された。
2012年の徳洲会内の対立に端を発した元事務総長のリークによって、創業者一家の女性問題や選挙違反事件や政界との金の問題が明らかになった。それにより、創業者の徳田虎雄は全身の運動神経が衰える筋萎縮性側索硬化症（ALS）を患い、体を動かせずに言葉を発することができないながらも文字盤を眼の視線の動きによるコミュニケーションによって徳洲会グループの創設者として病院経営を行いながら、次男で衆議院議員の徳田毅が立候補していた選挙の指揮において違法行為を行っていたことが明らかになり、創設者親族やグループ幹部らが立件された。また、次男で政治家の徳田毅は政務官辞任、衆議院議員辞職に繋がった。また、徳洲会の金が政界に流れていたことが判明して、東京都知事辞任にも発展した。
特に選挙違反事件に関しては周到を極めた証拠隠滅の手法が取られたが、この手法を乱発したことで却って状況証拠が積み重なり逆効果となったため、結局選挙違反事件だけ見れば物的証拠が殆どなかったにもかかわらず逮捕に繋がった典型例である。
一方で、創設者親族側も元事務総長を刑事告訴し、元事務総長が業務上横領で立件される事態となった。

## 一覧

### 性的暴行事件
衆議院議員、徳田虎雄の次男である徳田毅が父親の議員秘書時代の2004年2月に知人の紹介で知り合った19歳女性に東京、赤坂で会食を共にし酩酊するまで飲ませて、その後で高級ホテルの部屋に連れ込み、性行為に及んだ（なお、当時は徳田毅は半年前に結婚して新婚であった）。2005年に徳田毅は衆議院議員となるが、2007年に女性と交際相手である男性が徳田毅に対して2000万円の損害賠償請求を求める民事訴訟を起こした。女性の訴えに対して、徳田毅は答弁書の中で「未成年とは知らなかった」「お酒は女性がすすんで飲んだ」「性行為は合意の上」と主張。提訴から約3ヶ月後に徳田毅が女性と交際相手である男性に深く謝罪し計1000万円の慰謝料を支払うこと、訴訟内容について口外しないことなどを条件に和解が成立した。なお、徳洲会の内部資料や関係者証言によると、慰謝料1000万円のうち800万円は徳洲会が用立てていたとしている。
上記の事件は2013年2月6日発売の「週刊新潮」（新潮社）に報道され、世間に知られるようになった。なお週刊新潮の報道を事前に察知した内閣の意向により、2月4日に徳田毅は国土交通政務官、復興政務官を更迭されていた。

### 選挙違反事件

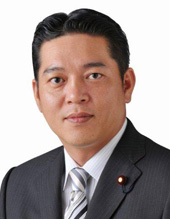
徳田毅

2012年12月に次男である徳田毅が鹿児島2区に立候補をした第46回衆議院議員総選挙において、「手弁当」が基本の選挙運動で、徳洲会グループは徳田虎雄を中心として、選挙運動に職員を派遣した際に勤務先の病院などから給料や交通費が支給する等、病院組織を使った組織ぐるみの選挙運動を行っていた。これにより、徳洲会グループの一部病院は人員不足に陥ったが、徳洲会グループは派遣した職員たちが無断で選挙区を離れることを禁じ、病院業務より選挙運動を優先させていた。
元事務総長が提供した資料により、東京地検特捜部は内偵捜査を進めた上で、2013年9月に徳洲会関係各所への強制捜査となったことで、選挙違反事件として世間に知られるようになった。
同年10月にこの責任を取る形で、徳田虎雄は徳洲会グループの医療法人に関する要職を退くことになった。
同年11月から12月にかけて、創業者親族らを含めた徳洲会グループ幹部7人と自民党奄美事務所事務局長が逮捕され、在宅起訴3人を含む徳洲会グループ幹部10人が公職選挙法違反で起訴された（自民党奄美事務所事務局長は処分保留による釈放後に不起訴処分）。2014年3月から8月までに10人全員の有罪が言い渡されて確定し、創業者親族らは徳洲会グループの要職から退くことになった。また、徳田虎雄は難病の筋萎縮性側索硬化症（ALS）を患っているため、2013年12月に刑事処分をいったん見送る「中止処分」となり、グループ幹部の裁判では「徳田虎雄が絶対的な地位にあった」などと判決で指摘され、2014年9月に検察は「総括主宰者」と認定した上で公判に耐えられる体調ではないとして起訴猶予処分となった。
- 徳田虎雄徳洲会グループ創設者（医療法人徳州会理事長「総括主宰者」） - 起訴猶予[3]
- 徳田秀子徳洲会グループ創設者妻（医療法人徳州会副理事長） - 懲役2年6月執行猶予5年（求刑:懲役2年6月）[4]
- 徳洲会グループ創設者長女（株式会社徳州会社長） - 懲役2年6月執行猶予5年（求刑:懲役2年6月）[5]
- 徳洲会グループ創設者次女（インターナショナル・ホスピタル・サービス社長） - 懲役2年6月執行猶予5年（求刑:懲役2年6月）[6]
- 東京西徳洲会病院事務局長（谷山地区責任者「地域主宰者」） - 懲役3年執行猶予5年（求刑:懲役3年6月）[7]
- 静岡徳洲会病院事務局長（指宿地区責任者「地域主宰者」） - 懲役3年執行猶予5年（求刑:懲役3年）[8]
- 南部徳洲会病院事務局長（奄美地区責任者「地域主宰者」） - 懲役3年執行猶予5年（求刑:懲役3年）[9]
- 徳洲会大阪本部事務局長 - 懲役2年6月執行猶予5年（求刑:懲役2年6月）[10]
- 株式会社徳洲会経営企画室長 - 罰金25万円公民権停止3年（求刑:懲役1年10月）[11]
- 徳洲会東京本部人事部長代理 - 懲役1年執行猶予5年（求刑:懲役1年）[12]
- 南部徳洲会病院経理課長 - 懲役1年執行猶予5年（求刑:懲役1年）[4]

徳田毅は逮捕、訴追はされなかったものの、2013年11月に自民党を離党し、2014年2月に衆議院議員を辞職し、同年6月に連座制が適用されて鹿児島2区から5年間の立候補禁止が確定した。
長女と次女は公職選挙法違反が確定したことを受けて、厚生労働省から2019年1月30日に医師免許の10ヶ月停止処分を下された。

### 税務問題
選挙違反事件をめぐり、選挙資金などに絡んだ不適切な資金処理があったなどとして、2014年2月から査察していた国税当局から約25億円の申告漏れを指摘、徳洲会グループ側に重加算税などを含む法人税約10億円を追徴課税したことが2015年4月に判明した。
2009年衆院選と2012年の衆院選等を巡って、創業者の徳田虎雄の次男で徳田毅の応援に病院職員らを派遣し、選挙費用約3億6000万円を人件費などとして計上したが、国税当局は「本来は徳田虎雄が負担すべき分だった」と判断された。また、医療機器などを仕入れ、販売をしているグループ会社が親族企業に利益を付け替える等の手法で、利益約15億円の別会社への付け替えて約4億円の所得隠しと認定した。さらに、グループ会社が創業者一族からマンションを市価より高値で買い取るなどして約5億円が創業者一族に還流していたことが明らかとなった。
また、2015年4月、徳洲会グループが職員を派遣した病院の中には、厳しい資格要件が課された上で税金軽減措置を受ける特定医療法人が運営する病院も含まれており、徳洲会グループの一つである沖縄徳洲会が職員を選挙運動員として給料や経費を負担した経理について、国税庁は徳田家への利益提供に当たるなどとして特定医療法人の要件を欠くと判断され、承認を取り消し、時効に掛からない2010年3月期以降の免除されていた5年間の法人税計約32億円分の納付要求をした。

### 政界との金の問題
2012年10月25日、東京都知事の石原慎太郎は国政復帰を目指すとして、都議会議長に辞職願を提出した。そして同日夕方、石原は、たちあがれ日本の所属議員との会合で、副知事の猪瀬直樹を後継候補に挙げた。
猪瀬は、石原の辞職に伴う東京都知事選挙の告示前の同年11月6日、神奈川県鎌倉市の病院で徳田虎雄前理事長と面会した際に5000万円の資金提供の話を受けた。11月20日、猪瀬は衆議院議員会館で前衆議院議員で虎雄の次男である徳田毅から5000万円を受け取った。
同年12月16日投開票の東京都知事選挙で猪瀬は当選し都知事となったが、公職選挙法に基づく選挙運動費用収支報告書や政治倫理条例に基づく都知事資産報告書に5000万円の借入金は記載しなかった。2013年9月の徳洲会への強制捜査が報道された後に、猪瀬は5000万円を徳洲会側に返却した。11月22日に朝日新聞が徳洲会と猪瀬の間に5000万円という不明瞭な金の流れがあったことをスクープし、問題が発覚。
猪瀬は、借入金であるため闇献金（政治資金規正法違反）には当たらず、また生活資金目的であるため選挙資金目的（公職選挙法違反）や政治資金目的（政治資金規正法違反）には当たらず、また刑法上の構成要件から賄賂（収賄罪）には当たらないと説明した。5000万円の借入金について政治倫理条例が定める都知事資産報告書への記載をしなかったことを認める等の釈明をした上で、「給料1年間返上」を表明して続投する意思を示した。しかし、無利子・無担保であること、不明瞭な借用書、徳洲会側から借用書が返却された際の不自然な経緯、副知事公用車記録と猪瀬の説明との食い違い、5000万円を保管したとされる妻名義の貸金庫の開閉記録が都知事選の投票日後に何度があったことなどから、世間からの批判は収まらなかった。都議会はこの問題の追及を続けた。
また徳洲会グループは東京都内への病院、保健施設の進出を目指しており、東京都が徳洲会グループが開設した老人保健施設「武蔵野徳洲苑」に約7億5千万円の補助金を支出したり、福島第一原発事故で国から1兆円の公的資金を受けた東京電力に対し筆頭株主の東京都が東京電力病院の売却を迫った際には徳洲会が東京電力病院の取得に動いており（2013年9月の強制捜査により取得断念）、猪瀬が副知事時代の東京都の職務権限と徳洲会との関係から贈収賄の疑いも指摘されていた。
東京都議会で百条委員会が開かれることが決定的になった12月19日に、猪瀬は辞意を表明し、同月24日に都知事を辞職した（都知事辞任により百条委員会は見送りになった）。
2014年1月、市民団体が猪瀬について告発し、東京地検特捜部が捜査を開始。なお、徳田と猪瀬を仲介した新右翼団体一水会の木村三浩の元に5000万円のうちの500万円が渡っていたという事実が発覚した。捜査の結果、猪瀬前都知事が選挙資金に使う可能性があったことを認めたこと、返済意思があり贈与金ではなく借入金であること、強制捜査後とはいえ5000万円が返却されたこと、5000万円が選挙資金に使われた証拠がなく「選挙の公正が害された」とは言えないこと、辞職によって社会的制裁を受けていることとし、同年3月28日に公職選挙法違反（明細書提出義務違反）と政治資金規正法違反（寄付量的制限違反）は嫌疑不十分で不起訴処分としたが、公職選挙法違反（選挙運動費用収支報告書不記載）で略式起訴され、罰金50万円及び5年間の公民権停止処分となった。
猪瀬直樹東京都知事以外にも、以下の政治家について徳洲会との金のつながりが2013年11-12月に発覚し、報道された。
- 徳田毅の政治団体が2012年、少なくとも当時の国会議員97人の政治団体に献金などの形で計1282万円を提供していた。97人中自民議員が93人だった。さらに資金管理団体「徳田毅 政経研究会」は、自民党が多くを占める計94議員の政治団体へ計432万円分を提供した[26]。
- 阿部知子衆議院議員の資金管理団体が、2012年11月の医療グループ「徳洲会」理事長の徳田虎雄から300万円を借り入れていた[27]。
- 亀井静香衆議院議員が2008年に徳洲会関連会社から政治資金パーティー券として2000万円を受け取っていたが、政治資金収支報告書に記載されなかった[28]。亀井側は「政治資金としての入金処理に必要な書類が（徳洲会側から）提出されなかったために現金は預かっていたが、書類は提出できなかったため、返却した」としている。
- 伊藤祐一郎鹿児島知事が2004年7月に初当選した知事選において奄美群島を遊説する際に医療法人徳洲会グループの軽飛行機を利用していた[29]。

猪瀬は2019年に公民権を回復し、のちの2022年、参議院議員通常選挙に日本維新の会の候補として比例区から出馬し、当選した。

### 業務上横領事件
2013年に徳洲会グループ(創業者親族)は、2010年1月から2012年9月にかけて元事務総長が約2億3900万円を横領して元衆議院議員が社長である会社に流れたとして、業務上横領と背任容疑で元事務総長を刑事告訴。
この捜査の過程で、これとは別に、元事務総長が徳洲会関連会社の預金口座から2007年9月に1000万円、2008年1月に2000万円を引き出して自分の証券口座に入金し、徳洲会関連会社から3000万円を不正に流用したことがわかり、業務上横領容疑で同年12月3日に警視庁捜査2課に逮捕され、同年12月24日に起訴された。一方で、徳洲会創業者親族が告訴した案件については立証は困難とされて、2014年3月28日に元事務総長と元衆議院議員は嫌疑不十分の不起訴処分となった。
2016年10月12日、東京地裁は元事務総長に懲役3年執行猶予4年（求刑:懲役3年）の有罪判決を言い渡した。2017年9月28日に控訴棄却。
なお、週刊文春が2013年10月に「元事務総長がグループの資金数十億円を着服し、文書を偽造してグループの支配権を奪おうとしていた」と報じたことについて、元事務総長は週刊文春を相手に民事訴訟を提訴した。2017年3月28日、東京地裁は「3000万円の横領で有罪となったことは、数十億円の横領が真実であることの根拠にはならない。元事務総長が引き出した資金の相当額をグループの政治活動などに支出したと推認され、数十億円を自分のために使ったことが真実とはいえない」として記事の一部が真実ではないとし、文芸春秋に198万円の支払いを命じる判決を言い渡した。
また、元事務総長が2013年2月徳洲会を懲戒解雇されたことに対して、徳洲会グループに対して地位確認等請求した裁判では、東京地裁は、2017年7月元事務総長が雇用契約終了の効果を承認することを条件として徳洲会が解決金を支払う判決をした。
さらに、創業者徳田虎雄から後継指名を受け就任した徳洲会グループ新理事長(当時)が主導して徳洲会が元事務総長に対して提訴した損害賠償請求等の4つの民事裁判のうち、徳洲会として徳田虎雄に無断で外部企業と契約を結んだのは違法として徳洲会側から計約2億4千万円の賠償請求された裁判で、2018年9月東京地裁は訴えの一部を認めて1億7千万円の支払いを命じる判決を言い渡したが、元事務総長が控訴した控訴審で2019年7月東京高裁は、徳田理事長の了承のもと包括的権限を付与された元事務総長により契約が締結された事実があり徳洲会の請求は理由がないとして元事務総長の責任を一部認めた一審判決は失当と逆転判決、徳洲会が上告したが2020年2月に理由なしとして棄却された。徳洲会が元事務総長に対して提訴した他の裁判も、徳洲会の請求は理由がないとして全て棄却されている。
その徳洲会新理事長(当時)は、2020年6月徳洲会の理事会で専横が過ぎるとして理事長選挙で大敗を喫し、徳洲会の運営から排除された。